# Comtat de Chartres
El comtat de Chartres fou una jurisdicció feudal de França centrada a Chartres.
Va existir en temps dels carolingis, ja que la ciutat de Chartres tenia bisbe (i totes les ciutats amb bisbe tenien comte) però a la meitat del segle ix va caure en mans dels normands. El 879 dominava la zona un cap normand de nom Hasting, que derrotat aquell any Carloman II i finalment el 882 establert com a comte de Chartres a canvi de la pau. Va vendre el comtat el 886 o 892 per finançar una expedició a Anglaterra en la que va desaparèixer després de ser derrotat a la batalla de Buttington a Powys, l'any 893 per un exèrcit combinat de Gal·les i Mèrcia sota Æthelred, senyor de Mèrcia.
No se'n tenen més notícies fins al 956 quan va ser ocupat per Tibald II vescomte de Blois que es va titular Tibald I comte de Blois, Chartes i Châteaudun; la nissaga de Blois van instal·lar vescomtes a Chartres que apareixen des de 1019. La jurisdicció del comtat era un territori definit amb diversos senyors feudals mentre la jurisdicció vescomtal era sensiblement més reduïda, sent però una de les principals senyories del comtat i la de rang més alt.

## Llista de comtes de Chartres

### Dinastia de Blois
- 960 - 975: Teobald I de Blois (910 † 975/977), comte de Blois que va ocupar el comtat de Chartes.
- 975 - 995/996: Eudes I de Blois (950 † 995/996), comte de Blois, fill de l'anterior.
- 996 - 1004: Tibald II de Blois († 1004) comte de Blois, de Chartres, de Châteaudun, de Provins i de Reims. Fill de l'anterior.
- 996 - 1037: Eudes II de Blois († 1037), comte de Blois, de Chartres, de Châteaudun, de Provins i de Reims, comte consort de Meaux o Xampanya com Eudes I. Fill de l'anterior
- Tibald o Teobald III 1037-1089 (fill)
- Esteve Enric 1089-1102 (fill)
- Tibald o Teobald IV el Gran 1102-1152 (fill), comte de Xampanya el 1125
- Tibald o Teobald V el Bo 1152-1191 (fill), comte de Blois i Chartres
- Lluís de Blois, Chartres i Clermont, casat amb Caterina, comtessa de Clermont 1191-1205 (fill)
- Tibald VI 1205-1218 (fill)
- Margarita de Blois 1218-1231, comtessa de Blois i Chateaudun (filla)
- Isabel de Blois 1218-25 de novembre de 1248, comtessa de Chartres i Romorartin
- Sulpici d'Amboise (marit) 1218 (+1218)
- Joan de Montmirail, vescomte de Cambrai (segon marit) 1219-1244 († 1244).

### Dinastia de Châtillon
- Joan I de Blois-Châtillon 1244-1280 comte de Saint Pol (fill de Maria d'Avesnes que era filla de Margarita)
- Joana de Blois-Châtillon 1280-1292 (filla)
- Pere de França, comte d'Alençon i Valois, comte consort de Blois i Chartres 1280-1283
- Joana ven el comtat a Felip IV de França el Bell 1286

### Comtes i ducs per assignació reial
Alguns prínceps de la sang haurien portat el títol: 
- Carles de França, (1270 † 1325), comte de Valois després duc d'Alençon, i comte de Perche, de Chartres, d'Anjou i de Maine
- Joan de Valois (1302 † 1310), comte de Chartres, fils de Carles de Valois i de Caterina de Courtenay
- Lluís de Valois (1318 † 1328), comte de Chartres, fill de Carles de Valois i de Mafalda de Châtillon
- Carles de Valois-Alençon (1297 † 1346), comte d'Alençon i de Chartres, fill de Carles de Valois i de Margarita d'Anjou
- Renata de França (1509 † 1575), comtessa de Chartres, filla de Lluís XII de França et d'Anna de Bretanya, casada a Hèrcules d'Este, duc de Ferrara. El comtat va esdevenir ducat el 1528 i Ranata fou la primera duquessa (també duquessa de Montargis)
- Alfons II d'Este, duc de Ferrara, fill de l'anterior, segon duc duc de Chartres (dux Carnutum) i de Montargis.
- Gaston, duc d'Orleans i duc de Chartres (1626-1660), fill d'Enric IV de França.
- Felip I, duc d'Orléans (1660-1701) i Chartres (1660-1674) fill del rei Lluís XIII de França el Just, nebot de l'anterior
- Des de 1674 l'hereu d'Orleans va portar el títol de duc de Chartres
- Felip II el Pietós, duc 1674-1703) fill de l'anterior
- Lluís IV duc 1703-1725
- Lluís Felip I el Gros, duc 1725-1752) fill de l'anterior
- Felip III (1747-1792), duc 1752-1785 (des de 1792 conegut com a Felip Igualtat) (+1793)
- Lluís Felip II (1773-1850), duc 1785-1789, fill de l'anterior, rei el 1830 com Lluís Felip I.
- Posteriorment el títol únicament el van tenir fills joves de la família reial

## Genealogia de la primera dinastia de Blois
```
|->
Tibald el Vell o l'Ancià
, vescomte de Blois († 
940
)
X Riquilda de Bourges, també coneguda com 
Riquilda del Maine
 (+ després de 942)
|
|->Ricard, arquebisbe de 
Bourges
 († 
969
)
|->
Tibald I 
el Trampós
, comte de Blois, de Chartres, i de Châteaudun († vers 
978
)
| X Lietgarda de Vermandois
| |
| |->Tibald († 
962
)
| |->Hug, arquebisbe de Bourges (969 † 
985
)
| |->
Eudes I
, comte de Blois, Chartres, Chateaudun, Provins i Reims († 
996
)
| | X 
Berta de Borgonya

| | |
| | |->Tibald III, comte de Blois, de Chartres, de Châteaudun, de Provins i Reims († 
1004
)
| | |->
Eudes II
, comte de Blois, Chartres, Châteaudun, Provins i Reims, consort de Meaux-Xampanya († 
1037
)
| | | X Matilde de Normandia
| | | X Ermengarda d'Alvèrnia
| | |->Agnes
| | X Jofré II, vescomte de 
Thouars

| |
| |->Emma de Blois
| X 
Guillem Bras de Ferro
, comte de Poitiers
|
|->NN.
X 1 
Alan II de Bretanya
, anomenat Barbe Torta
X 2 
Folc II el Bo
 († 958), comte d'Anjou
```